# U-38 (1938)
U-38 — большая океанская немецкая подводная лодка типа IX-A, времён Второй мировой войны. Совершила 11 боевых походов, потопила 35 судов (188 967 брт), повредила 1 судно (3 670 брт). Затоплена экипажем 5 мая 1945 года недалеко от города Везермюнде.

## История строительства
Заказ на постройку был отдан 29 июля 1936 года. Лодка была заложена на верфи судостроительной компании «АГ Везер» в Бремене 15 апреля 1937 год под заводским номером 943. Спущена на воду 9 августа 1938 года. 24 октября 1938 года принята на вооружение и под командованием капитан-лейтенанта Генриха Либе вошла в состав 6-й флотилии.
Известна одна эмблема этой лодки — купидон с луком и стрелами, сидящий на торпеде.

## История службы

### 1-й поход
19 августа 1939 года U-38 вышла из порта Вильгельмсхафена. Лодка участвовала в операциях возле побережья Лиссабона, и вернулась в порт 18 сентября. За этот четырёхнедельный поход она потопила два судна.
5 сентября 1939 года U-38 остановила французское грузовое судно SS Pluvoise, проверила бумаги и отпустила его. SS Pluvoise сообщило об этом в эфире, что оповестило всех в районе о наличии германской субмарины. Либе был объявлен выговор.
Британское паровое грузовое судно SS Manaar было потоплено 6 сентября 1939 года. U-38 открыла по судну огонь, а оно огрызнулось в ответ. Это был первый раз, когда грузовое судно выстрелило по немецкой ПЛ. U-38 потопила SS Manaar торпедами. Так как SS Manaar стрелял по нему, Либе не стал помогать выжившим. Офицер-радист Джеймс Тёрнер (англ. James Turner) оставался на своем посту до последнего момента. Покидая судно он обнаружил двоих Ласкаров, один из которых был тяжело ранен.
Тёрнер спас обоих под непрерывным обстрелом с U-38, за что и был награждён Имперской Медалью за Отвагу.
11 сентября 1939 года был потоплен артогнём шедший под Ирландским триколором SS Inverliffey. Несмотря на протесты капитана Вильяма Троусдейла (англ. William Trowsdale и утверждения, что они ирландцы, Либе сказал, что им «очень жаль», но SS Inverliffey будет потоплен, так как везет бензин в Англию, а это контрабанда. Команда погрузилась в шлюпки. SS Inverliffey горело столь яростно, что шлюпки оказались под угрозой. С риском для себя немецкая лодка подошла ближе, на шлюпки были брошены лини и они были отбуксированы в более безопасное место. Так как шлюпка капитана Троусдейла была повреждена, её пассажирам было позволено подняться на субмарину, где капитану так же был выдан спасательный жилет, в связи с отсутствием у него своего. U-38 остановила американский танкер R.G. Stewart и выгрузила им команду SS Inverliffey. Всего за два дня до этого Инвер танкерс перевели все свои суда в британский реестр.

### 2-й поход
12 ноября 1939 года, проведя в порту почти два месяца, U-38 покинула Вильгельмсхафен. Этот второй поход привёл лодку в воды северо-западнее Норвегии.
17 ноября 1939 года, Штаб руководства войной на море (SKL) отдало приказ U-38 и U-36 найти место для размещения Базис Норд — секретной немецкой военно-морской базы для рейдов на морские пути сообщения союзников в районе Кольского полуострова и обеспечивающиеся СССР. Эта миссия требовала кодированных сообщений, отправляемых советским военно-морским силам, патрулирующим район, с целью запроса эскорта к предполагаемому местоположению базы.
U-36, потопленная британской подлодкой HMS Salmon, так и не покинула Норвежское море. U-38 спокойно обогнула Нордкап и после полудня 26 ноября прибыла в бухту Териберки. Прокрадываясь в бухту, U-38 приходилось избегать обнаружения торговыми судами, дабы поддерживать видимость нейтральности СССР. Командир U-38 сказал, что находясь в районе Нордкапа и Кольского полуострова он наблюдал от тридцати до сорока целей, однако с сожалением был вынужден оставаться «безвредным для них всех».
По завершении секретной разведывательной миссии U-38 вернулась к своим рейдерским обязанностям, и потопила три судна: два британских и одно греческое. 7 декабря было потоплено британское паровое грузовое судно SS Thomas Walton; 11 декабря греческое паровое грузовое судно SS Garoufalia и 13 декабря британское паровое грузовое судно SS Deptford. 16 декабря, по прошествии четырёх с половиной недель боевого патрулирования, U-38 возвратилась в Вильгельмсхафен.

### 3-й поход

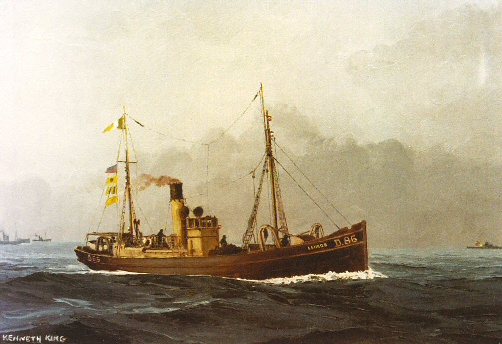
ST Leukos, нейтральный рыболовецкий траулер, потопленный со всей командой. Рисунок Кеннета Кинга (Kenneth King) из Национального Музея Морского Искусства Инландии

26 февраля 1940 года U-38, вновь проведя значительное время в порту, вышла в поход и направилась в западные подходы.
U-38 потопила шесть судов. Первым — 9 марта — на дно отправился ирландский паровой траулер ST Leukos, потопленный попаданием одного снаряда, и унёсшим с собой весь свой экипаж недалеко от острова Тори ST Leukos рыбачил в компании британских траулеров и, предположительно, встал между всплывшей немецкой субмариной и убегающими британцами, в надежде, что нейтральные опознавательные знаки защитят его. Следом за этим событием 17 марта последовало потопление датского грузового судна SS Argentina и 21 марта SS Algier и SS Christiansborg. норвежское грузовое судно MV Cometa было потоплено 26 марта. 2 апреля шестой и последней жертвой лодки в этом походе стал финский грузовой пароход SS Signe. 5 апреля 1940 года, после шести недель в море, U-38 вернулась в Вильгельмсхафен.

### 4-й поход
8 апреля 1940 года U-38 под командованием Генриха Либе покинула свой родной порт в Вильгельмсхафене. Она имела приказ прочесывать воды Норвегии, поддерживая её оккупацию германскими войсками. Во время этого похода на U-38 были обнаружены проблемы с торпедами, после того как безрезультатно был обстрелян тяжёлый крейсер HMS Effingham. U-38 вернулась в порт 27 апреля.
Во время обеих Битв при Нарвике 10 апреля и 13 апреля 1940 года U-38 и U-65 держали позиции возле входа во фьорд. Когда прибыл Королевский флот, U-38 обстреляла HMS Valiant и HMS Southampton, промазав по обоим. Во второй битве U-38 выстрелила по HMS Effingham, однако торпеды отказали, и взорвались не достигнув цели.

### 5-й поход
6 июня 1940 года U-38 вышла в свой пятый поход вновь под командованием Генриха Либе и вновь из Вильгельмсхафена. Направившись в сторону южной Ирландии Либе добился попаданий по шести судам, два из которых на тот момент шли в составе конвоев. 6 июня U-38 потопила греческое грузовое судно SS Mount Myrto. На следующий день было потоплено два грузовых судна из состава конвоя HX-47 из Галифакса в Британию. Первым стало канадское паровое грузовое судно SS Erik Boye, а следом за ним отправился на дно норвежский танкер MV Italia. Ещё пять дней спустя, 20 июня было торпедировано и потоплено шведское паровое грузовое судно SS Tilia Gorthon. Бельгийское паровое грузовое судно SS Luxembourg было уничтожено 21 июня, а 22 июня день за ним последовало греческое паровое грузовое судно SS Neion. 2 июля, окончив трехнедельный поход, U-38 возвратилась в Вильгельмсхафен.
12 июня походе U-38 смогла высадить двух нацистских агентов в заливе Дингл в Ирландии. Один из них, Вальтер Симон (англ. Walter Simon), не отдавая себе отчет в том, что пассажирские перевозки Tralee and Dingle Light Railway были остановлены за четырнадцать месяцев до этого, спросил, когда будет следующий поезд на Дублин, в результате чего был арестован и интернирован в Лагерь Куррах до самого окончания войны.

### 6-й поход
1 августа 1940 года U-38 и снова под командованием Генриха Либе лодка вышла в свой последний поход из Вильгельмсхафена. В течение этого месячного дежурства у западного побережья Ирландии, субмарина добилась трёх побед — все из состава конвоев. 1 августа 1940 года был потоплен египетский лайнер SS Mohamed Ali El-Kebir в конвое HX-61 из Галифакса в Гибралтар, унёсший с собой 320 жизней. Как часть конвоя SL-41 из Сьерра-Леоне в Британию было потоплено британское паровое грузовое судно SS Llanfair. Третьей жертвой U-38 стало британское паровое грузовое судно SS Har Zion из состава конвоя OB-225 из Ливерпуля в Соединённые Штаты Америки. 3 сентября 1940 года, после четырёх недель в море, U-38 пришла в свой новых домашний порт в Лорьяне..

### 7-й поход
25 сентября 1940 года U-38 под командованием Генриха Либе вышла в свой первый поход из Лорьяна в направлении Северо-западных подходов. Во время этого дежурства она атаковала пять судов, потопив четыре из них. 1 октября было торпедировано британское грузовое судно MV Highland Patriot. Две неудачных недели спустя, 17 октября, U-38 потопила греческое паровое грузовое судно SS Aenos, шедшее в составе конвое SC-7 из Сидни (Новая Шотландия) в Гримсби. На следующий день субмарине удалось повредить, но не потопить британское паровое грузовое судно SS Carsbreck, шедшее в составе того же конвое SC-7. 19 октября ПЛ потопила два грузовых судна конвоя HX-79: датское SS Bilderdijk и британский пароход SS Matheran. 24 октября, завершив очередной победоносный поход, U-38 вернулась в Лорьян.

### 8-й поход
18 декабря 1940 года U-38 под командованием Либе, в своё восьмое боевое дежурство, вновь отбыла из Лорьяна в направлении Северо-западных подходов, в течение которого потопила два грузовых судна. 18 декабря субмарина уничтожила британский пароход SS Waiotira, а 31 декабря потопила шведское SS Valparaiso, шедшее в составе конвоя HX-97 из Галифакса в Глазго. 22 января 1941 года на лодку с кораблей эскорта были сброшены глубинные бомбы, нанесшие небольшие повреждения. 22 января U-38 вернулась в порт.

### 9-й поход
9 апреля 1941 года, проведя в порту два с половиной месяца, U-38 вышла в боевое дежурство к западному побережью Африки. Благодаря восьми потопленным судам за этот поход, он был признан самым успешным. 4 мая было торпедировано шведское паровое грузовое судно SS Japan из состава конвоя OB-310 из Англии в Соединённые Штаты Америки. На следующий день было потоплено британское грузовое судно MV Queen Maud.
12 мая у U-38 случился самый неудачный день за всю карьеру. Охотясь на грузовое судно она выпустила четыре торпеды, промазав по нему всеми.
23 мая счет пополнило датское грузовое судно SS Berhala из состава конвоя OB-318 из Англии в Соединённые Штаты Америки. 24 мая было торпедировано и потоплено британское паровое грузовое судно SS Vulcain. Шесть дней спустя, 29 мая, очередной жертвой стало британское паровое грузовое судно SS Tabaristan. На следующий день разрушение продолжилось и на дно было отправлено британское паровое грузовое судно SS Empire Protector, а 31 мая в список пропало норвежское паровое грузовое судно SS Rinda. Восьмой и заключительной жертвой в этом походе U-38 8 июня стало британское паровое грузовое судно SS Kingston Hill. После этого, 29 июня 1941 года, проведя одиннадцать с половиной недель в море, лодка вернулась в Лорьян.

### 10-й поход
Впервые за время службы U-38 вышла в море под командованием нового командира — капитана цуз зее Генриха Шуча. Покинув порт 6 августа, субмарина направилась на своё пятинедельное дежурство в Северную Атлантику. За весь этот период она добилась всего одной победы, 18 августа потопив панамское паровое грузовое судно SS Longtanker. 14 сентября 1941 года U-38 вернулась в Лорьян.

### 11-й и 12-й походы
15 октября 1941 года U-38 вновь под командованием Генриха Шуча в последний раз покинула Лорьян. Одиннадцатый поход проходил в Северной Атлантике, но ни одно судно не было атаковано. 21 ноября U-38 прибыла на базу подводных лодок в Бергене. Позднее, 29 ноября она отбыла из Бергена и пришла в Щецин.

### Служба после окончания боевых походов
С 1 декабря 1941 года по 30 ноября 1943 года U-38 использовалась как учебная лодка в 24-й учебной флотилии и 21-я учебной флотилии. После этого она применялась в качестве опытовой лодки до самого момента затопления экипажем 5 мая 1945 года.

## Командиры
- 24 октября 1938 года — 14 июля 1941 года — капитан-лейтенант Генрих Либе (нем. Kapitänleutnant Heinrich Liebe)
- 15 июля 1941 года — 6 января 1942 года — капитан 3-го ранга Хейнрих Шуч (нем. Korvettenkapitän Heinrich Schuch)
- 7 января 1942 года — 4 января 1943 года — обер-лейтенант Людо Крегелин (нем. Oberleutnant Ludo Kregelin) и обер-лейтенант Зигфрид Келлер (нем. Oberleutnant Siegfried Keller) (порядок неясен)
- 5 января 1943 года — 22 августа 1943 года — обер-лейтенант Гельмут Лауберт (нем. Oberleutnant Helmut Laubert)
- 23 августа 1943 года — 15 декабря 1943 года — обер-лейтенант Пауль Сандер (нем. Oberleutnant Paul Sander)
- 16 декабря 1943 года — декабрь 1943 года — обер-лейтенант Госке фон Мёллендорф (нем. Oberleutnant Goske von Möllendorff)
- январь 1944 года — 14 апреля 1944 года — обер-лейтенант Герберт Кюн (нем. Oberleutnant Herbert Kühn)
- 15 апреля 1944 года — 5 мая 1945 года — капитан 3-го ранга Георг Петерс (нем. Korvettenkapitän Georg Peters)

## Флотилии
- 24 октября 1938 года — 31 декабря 1939 года — 6-я флотилия
- 1 января 1940 года — 30 ноября 1941 года — 2-я флотилия
- 1 декабря 1941 года — 31 марта 1942 года — 24-я учебная флотилия
- 1 апреля 1942 года — 30 ноября 1943 года — 21-я учебная флотилия
- 1 декабря 1943 года — 28 февраля 1945 года — 4-я учебная флотилия
- 1 марта 1945 года — 5 мая 1945 года — 5-я учебная флотилия

## Потопленные суда
| Дата                    | Тип                | Принадлежность         | Дата                  | Тоннаж (БРТ) | Груз                                                                                         | Судьба | Место                                                         |
| SS Manaar               | грузовое судно     | Великобритания         | 6 сентября 1939 года  | 7,242        | генеральный груз: сельскохозяйственные и правительственные припасы                           | потоплено | 38°28′ с. ш. 10°50′ з. д.                                     |
| SS Inverliffey          | танкер             | Ирландия               | 11 сентября 1939 года | 9,456        | 13,000т бензина                                                                              | потоплен | 48°14′ с. ш. 11°48′ з. д.                                     |
| SS Thomas Walton        | грузовое судно     | Великобритания         | 7 декабря 1939 года   | 4,460        | в балласте                                                                                   | потоплено | 67°52′ с. ш. 14°28′ в. д.                                     |
| SS Garoufalia           | грузовое судно     | Греция                 | 11 декабря 1939 года  | 4,708        | в балласте                                                                                   | потоплен | 64°36′ с. ш. 10°42′ в. д.                                     |
| SS Deptford             | грузовое судно     | Великобритания         | 13 декабря 1939 года  | 4,101        | 6000т железной руды                                                                          | потоплено | 64°15′ с. ш. 05°08′ в. д.                                     |
| ST Leukos               | траулер            | Ирландия               | 9 марта 1940 года     | 216          | 21т рыбы                                                                                     | потоплено | примерно 55°20′ с. ш. 08°45′ з. д.                            |
| SS Argentina            | грузовое судно     | Дания                  | 17 марта 1940 года    | 5,375        | генеральный груз                                                                             | потоплено | 60°47′ с. ш. 00°30′ з. д.                                     |
| SS Algier               | грузовое судно     | Дания                  | 21 марта 1940 года    | 1,654        | генеральный груз — 302т меди, 228т жести, 130 бутылей ртути, 11 автомобилей Studebaker US6   | потоплено | 60°17′ с. ш. 02°49′ з. д.                                     |
| SS Christiansborg       | грузовое судно     | Дания                  | 21 марта 1940 года    | 3,270        | 4107т маиса                                                                                  | После попадания торпеды судно разломилось на две части: носовая затонула сразу, кормовую чуть позже затопило артогнём абордажное судно HMS Discovery II | нос 60°15′ с. ш. 02°40′ з. д. корма 60°17′ с. ш. 02°49′ з. д. |
| SS Cometa               | грузовое судно     | Норвегия               | 26 марта 1940 года    | 3,794        | 3250т генерального груза и бумаги                                                            | потоплено | 60°06′ с. ш. 04°36′ з. д.                                     |
| SS Signe                | грузовое судно     | Финляндия              | 2 апреля 1940 года    | 1,540        | в балласте                                                                                   | потоплено | 60°06′ с. ш. 04°36′ з. д.                                     |
| SS Mount Myrto          | грузовое судно     | Греция                 | 14 июня 1940 года     | 5,403        | генеральный груз и древесина                                                                 | уничтожено артогнём, но, благодаря грузу, не затонуло                                                                                                   | 50°03′ с. ш. 10°05′ з. д.                                     |
| SS Italia               | танкер             | Норвегия               | 15 июня 1940 года     | 9,973        | 13,000т авиационного спирта                                                                  | потоплено | 50°37′ с. ш. 08°44′ з. д.                                     |
| SS Erik Boye            | грузовое судно     | Канада                 | 15 июня 1940 года     | 2,238        | 3568т пшеницы                                                                                | потоплено | 50°37′ с. ш. 08°44′ з. д.                                     |
| SS Tilia Gorthon        | грузовое судно     | Швеция                 | 20 июня 1940 года     | 1,776        | уголь                                                                                        | потоплено | 48°32′ с. ш. 06°20′ з. д.                                     |
| SS Luxembourg           | грузовое судно     | Бельгия                | 21 июня 1940 года     | 5,809        | генеральный груз — отварная говядина, маис, семена подсолнечника                             | потоплено | 47°25′ с. ш. 04°55′ з. д.                                     |
| SS Neion                | грузовое судно     | Греция                 | 22 июня 1940 года     | 5,154        | генеральный груз — цинк, ёмкости с топливом и палубный груз В 1948 году ёмкости были подняты | потоплено | 47°09′ с. ш. 04°17′ з. д.                                     |
| SS Mohamed Ali El-Kebir | пассажирское судно | Египет                 | 7 августа 1940 года   | 7,527        | 862 человек (96 погибло и 766 спасено)                                                       | потоплено | 55°22′ с. ш. 13°18′ з. д.                                     |
| SS Llanfair             | грузовое судно     | Великобритания         | 11 августа 1940 года  | 4,966        | 7800т сахара                                                                                 | потоплено | 54°48′ с. ш. 13°46′ з. д.                                     |
| SS Har Zion             | грузовое судно     | Подмандатная Палестина | 31 августа 1940 года  | 2,508        | 1000 бочек спирта и 120т удобрений                                                           | потоплено | 56°20′ с. ш. 10°00′ з. д.                                     |
| SS Highland Patriot     | пассажирское судно | Великобритания         | 1 октября 1940 года   | 14,172       | 5700т генерального груза и замороженных продуктов, 172 человека (3 погибло и 169 спасено)    | потоплено | 52°20′ с. ш. 19°04′ з. д.                                     |
| SS Aenos                | грузовое судно     | Греция                 | 17 октября 1940 года  | 3,554        | 6276т пшеницы                                                                                | потоплено | 58°56′ с. ш. 13°03′ з. д.                                     |
| SS Carsbreck            | грузовое судно     | Великобритания         | 18 октября 1940 года  | 3,670        | 6000т железной руды                                                                          | повреждено, в декабре 1940 года по окончании ремонта вернулось в строй                                                                                  | 58°46′ с. ш. 14°11′ з. д.                                     |
| SS Matheran             | грузовое судно     | Великобритания         | 19 октября 1940 года  | 7,653        | 3000т железа, 1200т цинка, злаков, станков и прочий генеральный груз                         | потоплено | 57° с. ш. 17° з. д.                                           |
| SS Bilderdijk           | грузовое судно     | Нидерланды             | 19 октября 1940 года  | 6,856        | 8640т злаков и генерального груза                                                            | потоплено | 56°35′ с. ш. 17°15′ з. д.                                     |
| SS Waiotira             | грузовое судно     | Великобритания         | 27 декабря 1940 года  | 12,823       | 7000т замороженного и генерального груза                                                     | 26 декабря повреждено двумя торпедами с U-95. потоплено                                                                                                 | 58°10′ с. ш. 16°56′ з. д.                                     |
| SS Valparaiso           | грузовое судно     | Швеция                 | 31 декабря 1940 года  | 3,760        | 6181т генерального груза                                                                     | потоплено | 60°01′ с. ш. 23°00′ з. д.                                     |
| SS Japan                | грузовое судно     | Швеция                 | 4 мая 1941 года       | 5,230        | генеральный груз и уголь                                                                     | потоплено | 10°15′ с. ш. 16°33′ з. д.                                     |
| SS Queen Maud           | грузовое судно     | Великобритания         | 5 мая 1941 года       | 4,976        | 7320т угля и правительственных припасов, включая запчасти к самолетам                        | потоплено | 07°54′ с. ш. 16°41′ з. д.                                     |
| SS Berhala              | грузовое судно     | Нидерланды             | 23 мая 1941 года      | 6,622        | 7200т генерального груза включая белую жесть, локомотивы и самолет                           | потоплено | 09°50′ с. ш. 17°50′ з. д.                                     |
| SS Vulcain              | грузовое судно     | Великобритания         | 24 мая 1941 года      | 4,362        | 4617т угля                                                                                   | потоплено | 09°20′ с. ш. 15°35′ з. д.                                     |
| SS Tabaristan           | грузовое судно     | Великобритания         | 29 мая 1941 года      | 6,251        | 3950т арахиса, 2200т чугуна в болванках, 560т магнезиевой руды и 140т генерального груза     | потоплено | 06°32′ с. ш. 15°23′ з. д.                                     |
| SS Empire Protector     | грузовое судно     | Великобритания         | 30 мая 1941 года      | 6,181        | 2250т хлопка, 4200т хлопкового семени и 1252т меди                                           | потоплено | 06°32′ с. ш. 15°23′ з. д.                                     |
| SS Rinda                | грузовое судно     | Норвегия               | 31 мая 1941 года      | 6,029        | 6719т генерального груза включая ватные шарики                                               | потоплено | 06°52′ с. ш. 15°14′ з. д.                                     |
| SS Kingston Hill        | грузовое судно     | Великобритания         | 8 июня 1941 года      | 7,628        | 8300т угля и 400т генерального груза                                                         | потоплено | 06°52′ с. ш. 15°14′ з. д.                                     |
| SS Longtaker            | грузовое судно     | Панама                 | 18 августа 1941 года  | 1,700        | Древесина и пищевые продукты                                                                 | потоплено | 61°26′ с. ш. 30°50′ з. д.                                     |